# 480i

나라별 SDTV 해상도. 480i를 사용하는 국가는 녹색으로 되어 있다.

480i는 디스플레이 해상도의 분류에서 축약한 이름으로, 숫자 "480"은 세로 해상도의 480줄을 가리키며 i는 비월 주사(interlaced)를 가리킨다. (순차 주사와 반대말). 480i는 컴포넌트 방식으로 영상을 출력한다.
수평 해상도는 보통 720이나 704 픽셀이며 화면비는 4:3이다. 대한민국에서 480i의 영상을 채택한 방송 서비스는 위성방송 스카이라이프와 디지털 케이블 방송 (QAM)의 SD급 화질에 사용된다.

## 같이 보기
- 선명 텔레비전
- 8K 해상도